# Louis Ferdinand de Bourbon, dauphin de France

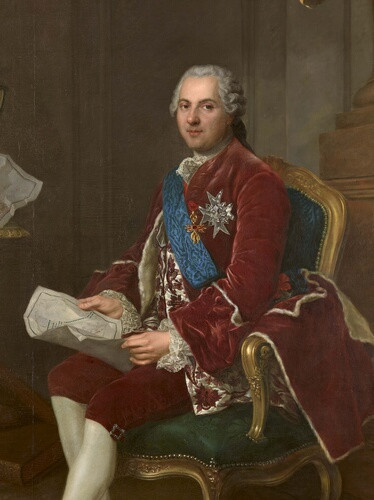
Dauphin Louis Ferdinand, gemalt um 1764

Louis Ferdinand de Bourbon, Dauphin von Frankreich, (* 4. September 1729 in Versailles; † 20. Dezember 1765 in Fontainebleau) war der älteste Sohn von König Ludwig XV. und dessen Gattin Maria Leszczyńska. Während seines gesamten Lebens war er Thronfolger Frankreichs (Dauphin). Er selbst regierte nie und hinterließ drei Söhne, die später Könige Frankreichs wurden.

## Leben
Die Geburt eines Erben war lange erwartet worden und als Maria Leszczyńska 1729 einem gesunden Sohn das Leben schenkte, gab es große Feierlichkeiten. Zum ersten Mal seit langem schien die Weiterführung der Dynastie gesichert zu sein. 1745 wurde der sechzehnjährige Dauphin mit der Cousine seines Vaters, der 19 Jahre alten Maria Teresa von Spanien verheiratet. Diese Hochzeit entsprang der Tradition katholischer Herrscher, untereinander zu heiraten, und kräftigte ebenso das Bündnis Frankreichs und Spaniens gegen den Erzfeind der Bourbonen: das Haus Habsburg. Maria Teresa starb jedoch schon bei der Geburt ihres ersten Kindes, Marie Thérese (1746–1748). Der achtzehnjährige Ludwig wurde daraufhin mit der 16 Jahre alten Maria Josepha von Sachsen, der jüngeren Tochter von Maria Josepha von Österreich und Kurfürst August III. verheiratet.
Der Dauphin war eher ungraziös, dafür aber gebildet und wohlerzogen. Auch zog er Konversation dem Jagen oder Festen vor, seine Moral war gut geschult. Er wurde zu einem großen Unterstützer der Jesuiten, seine Schwestern sahen in ihm den idealen christlichen Prinzen. Obwohl ihn sein Vater von jeder politischen Aktivität fernhielt, wurde der Dauphin zum Zentrum der christlich-religiösen Partei, die hoffte, nach seiner Thronergreifung an mehr Macht zu gelangen. Louis Ferdinand starb 1765 mit 36 Jahren in Fontainebleau an Tuberkulose. Seine Eltern überlebten ihn und der neue Thronerbe wurde sein Sohn Louis Auguste, Herzog von Berry, der später als Ludwig XVI. den Thron bestieg.

## Nachkommen

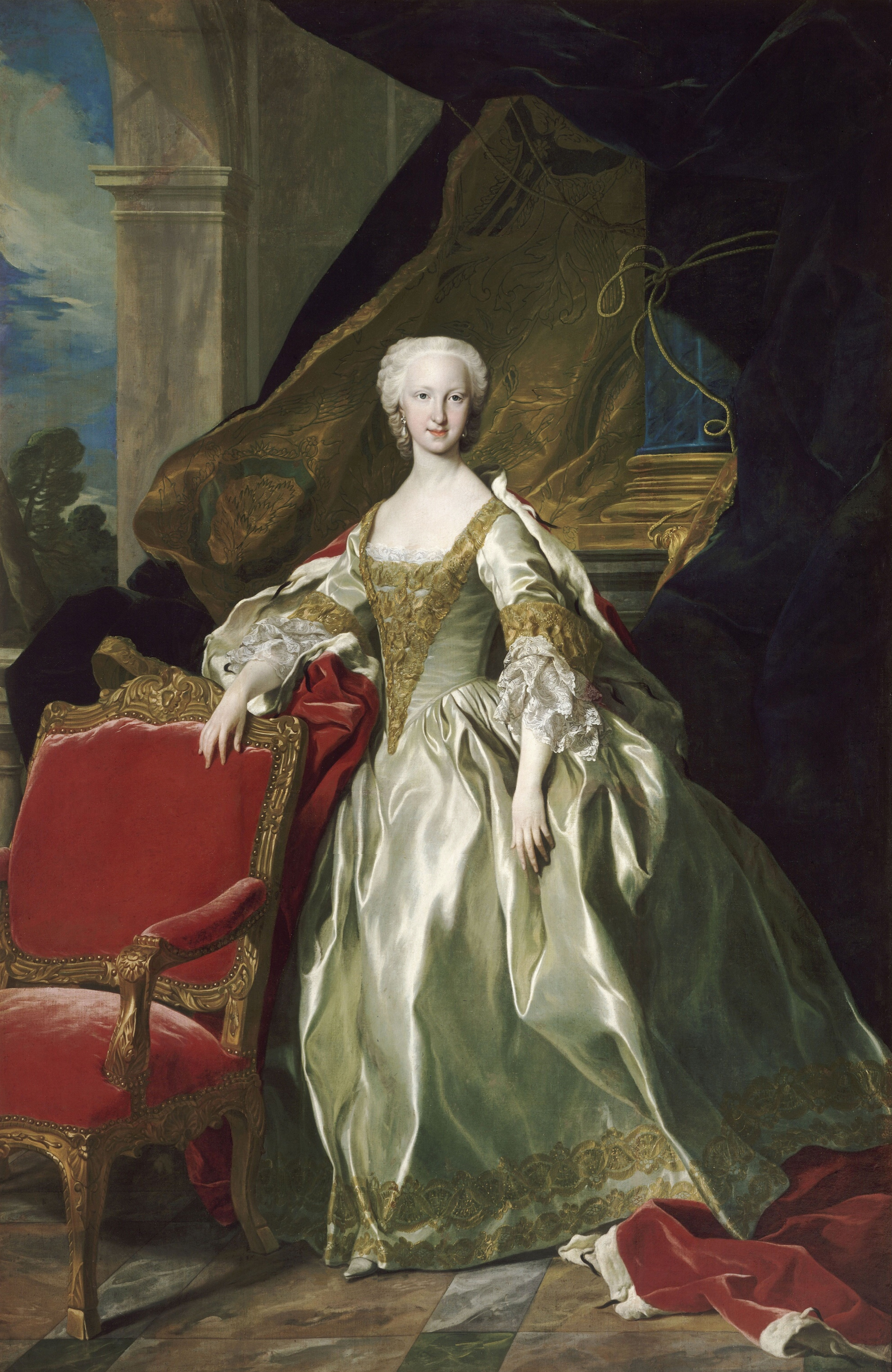
Maria Theresia von Spanien

Aus seiner ersten Ehe mit Maria Theresia von Spanien (* 11. Juni 1726; † 22. Juli 1746), Tochter von König Philipp V. von Spanien, stammte eine Tochter, die im Alter von zwei Jahren starb:
- Marie Thérèse (1746–1748)

Aus seiner zweiten Ehe mit Maria Josepha von Sachsen (* 4. November 1731; † 13. März 1767), Tochter von König August III. von Polen, stammten acht Kinder:
- Marie Zéphyrine (1750–1755)
- Louis Joseph Xavier (1751–1761), Herzog von Burgund
- Xavier Marie Joseph (1753–1754), Herzog von Aquitanien
- Louis Auguste (1754–1793), Herzog von Berry, später König Ludwig XVI.
- Louis Stanislas Xavier (1755–1824), Graf der Provence, später König Ludwig XVIII.
- Charles Philippe (1757–1836), Graf von Artois, später König Karl X.
- Marie Clothilde (1759–1802) – verheiratet mit König Karl Emanuel IV. von Sardinien-Piemont
- Elisabeth (1764–1794)